# Neoseiulus poculi
Neoseiulus poculi är en spindeldjursart som först beskrevs av Wolfgang Karg 1976.  Neoseiulus poculi ingår i släktet Neoseiulus och familjen Phytoseiidae. Inga underarter finns listade i Catalogue of Life.